# あの街の水色
あの街の水色（あのまちのみずいろ）は、日本のオルタナティヴ・ロックバンド。
2022年結成。京都府を中心に活動している。

## 概要

### あの街の水色 結成まで
京都の大学で羊文学のコピーバンドとして結成。

### バンド名の由来
らうが、水色が好きなこと、「あ」から始まるバンド名であれば羅列したときに先頭に出てくると考え、「あ」から始まる「水色」が入るバンド名を思案していた時、たがみが呟いた「あの街の水色」を気に入り、採用された。たがみ曰く「京都の街感をイメージした言葉」。

## メンバー
- らう（1998年2月22日（27歳） - ）

- ボーカル、ギターを担当。
- ほとんどの楽曲で作詞・作曲を担当。
- 大阪府出身。
- 血液型はB型。
- 好きな食べ物はみかん。
- 特技は早風呂(5分で上がれる)。

- たがみ（1999年6月14日（25歳） - ）

- ベースを担当。
- 京都府出身。
- 血液型はA型。
- 好きな食べ物はクリームチーズ。
- 特技は町中で知り合いを早く見つけること。

- もこ（1999年7月22日（25歳） - ）

- ドラムス・コーラスを担当。
- 大阪府出身。
- 血液型はB型。
- 好きな食べ物は白桃。
- 特技はスケジュール管理。

## 来歴

### 2018年
- 4月 - らう、たがみ、もこが出会う。

### 2021年
- 8月 - 前身のバンド(羊文学コピーバンド)が活動開始。

### 2022年
- 8月 - 初のオリジナル曲作成。
- 9月 - あの街の水色命名。
- 12月 - 初ライブを行う。

### 2023年
- 6月 - 1st. EP「bloom in the pity」をリリース。
- 10月 - 1st. シングル「dream in the city」をリリース。

### 2024年
- 7月 - 2nd. EP「drop in the sea」をリリース。

## ディスコグラフィ

### シングル
|     | 発売日         | タイトル          | 規格 | 収録曲                                    |
| --- | -------------- | ----------------- | ---- | ----------------------------------------- |
| 1st | 2023年10月14日 | dream in the city | CD   | 1. さよならユートピア 2. まほうつかいの街 |

### EP
|     | 発売日        | タイトル          | 規格 | 収録曲                                                        |
| --- | ------------- | ----------------- | ---- | ------------------------------------------------------------- |
| 1st | 2023年7月12日 | bloom in the pity | CD   | 1. Departure 2. space trip 3. build a moon 4. tulip 5. suisen |
| 2nd | 2024年7月12日 | drop in the sea   | CD   | 1. freefall 2. clover 3. letters 4. Kamogawa fighters 5. 眩暈 |

## 動画

### ミュージックビデオ
| 公開日     | 曲名                      | 監督           | 備考 |
| ---------- | ------------------------- | -------------- | ---- |
| 2023/07/29 | tulip                     | yoshifumi tada |      |
| 2023/09/30 | tulip (yoshifumi.t remix) | yoshifumi tada |      |
| 2024/06/21 | freefall                  | yoshifumi tada |      |

## 主なライブ
| 公演年 | 公演名                           | 公演日・会場                                 | 備考 |
| ------ | -------------------------------- | -------------------------------------------- | ---- |
| 2022   |                                  |                                              |      |
| 2023   |                                  |                                              |      |
| 2024   | 「drop in the sea」Release Party | 7月12日・京都GROWLY 7月14日・下北沢Daisy Bar |      |